# Epinephelus niveatus
Epinephelus niveatus је зракоперка из реда Perciformes и фамилије Serranidae.

## Угроженост
Ова врста се сматра рањивом у погледу угрожености врсте од изумирања.

## Распрострањење
Ареал врсте Epinephelus niveatus обухвата већи број држава. 
Врста је присутна у Гвајани, Сједињеним Америчким Државама, Бразилу, Мексику, Венецуели, Колумбији, Панами, Никарагви, Гватемали, Хондурасу, Белизеу, Куби, Јамајци, Порторику, Суринаму, Бермудским острвима, Бахамским острвима, Тринидаду и Тобагу, Француској Гвајани, Аруби, Гренади, Холандским Антилима, Уругвају, Аргентини, Светом Винсенту и Гренадинију, Светој Луцији и Барбадосу.

## Станиште
Станиште врсте су морски екосистеми. 
Врста је присутна на подручју Карипског мора.

## Начин живота
Исхрана врсте Epinephelus niveatus укључује рибу.